# Contracted
Contracted es una película de horror corporal estadounidense de 2013, dirigida y escrita por Eric England. Fue lanzada por primera vez el 23 de noviembre de 2013 en los Estados Unidos y protagonizada por Najarra Townsend como una mujer joven que se encuentra sufriendo de una misteriosa enfermedad de transmisión sexual después de una violación. Se ha comparado con la película de 2012 Thanatomorphose, con la que comparte similitudes. Twitch Film ha criticado la película por su comercialización, en la que England describe la violación del personaje de Samantha como una "aventura de una noche".

## Argumento
En una morgue de Los Ángeles, un hombre con un tatuaje de Abadón, llamado BJ, tiene relaciones sexuales con un cadáver que muestra un símbolo de riesgo biológico en la etiqueta del dedo del pie; luego, maneja un tubo de ensayo vacío mientras se lava.
Samantha, una camarera y aspirante a florista, está tratando de superar una reciente ruptura con su novia, Nikki. La anfitriona de la fiesta, Alice, la acompaña animándola con bebidas fuertes, mientras que Zain le ofrece drogas. Después de que se emborracha mucho, BJ se acerca a Samantha, y le ofrece un trago. A pesar de que ella le dice que es lesbiana, cuando comienza a desmayarse, BJ la lleva a su automóvil y la viola.
A la mañana siguiente, Samantha piensa que está sufriendo una mala resaca. Discute con su madre, que lucha por aceptar el lesbianismo de su hija y le preocupa que pueda haber recaído en el uso de drogas duras. Alice le dice a Samantha que la policía está buscando a BJ, a quien Alice nunca había conocido. En el restaurante donde trabaja, Samantha tiene problemas para comer y se siente demasiado sensible al ruido. Cuando sangra intensamente por la vagina, visita a su médico. A pesar de sus protestas de que es lesbiana y que no ha tenido relaciones sexuales con hombres durante casi un año, él sospecha que ha contraído una enfermedad de transmisión sexual por relaciones heterosexuales, debido a una erupción que se ha desarrollado en su ingle. Samantha también vomita y constantemente orina sangre.
Samantha intenta reparar su relación con Nikki, que es grosera con ella. Samantha está dolida al saber que Nikki no le había hecho saber que una oferta de beca había llegado por correo para ella. Mientras tanto, sus síntomas continúan empeorando. Sus ojos se vuelven inyectados de sangre, ella afirma que sufre conjuntivitis, y pierde manojos de cabello. Cuando la llaman al restaurante en un turno de aviso corto, ve en la cocina que sus uñas se comienzan a caer. Una clienta grita que ha encontrado una uña en la ensalada. Samantha huye del restaurante y regresa con su médico, quien le aconseja evitar el contacto con otras personas hasta que las pruebas puedan determinar la naturaleza de su enfermedad. En cambio, Samantha visita a Zain, quien le da heroína. Cuando Alice llega, anima a Samantha a hablar con la policía sobre su encuentro con BJ. Creyendo que Alice quiere aislarla de sus otros amigos, Samantha discute con ella y se va. Zain le revela a Alice que le vendió Rohypnol a BJ en la fiesta.
Samantha se detiene en casa y discute violentamente con su madre. Corre a presentarse a su competencia de flores, pero la rechazan debido a su deteriorada apariencia y la condición de su planta.
Samantha se vuelve hacia Nikki en busca de consuelo, pero Nikki la rechaza con frialdad y la llama sexualmente confundida. Enfurecida, Samantha estrangula a Nikki hasta la muerte. Luego conduce hasta la casa de Alice enfurecida y la mata mordiéndole la garganta. Perdiendo su cordura, Samantha invita a Riley, un hombre que se ha enamorado de ella, a la casa de Alice y lo seduce. Mantienen relaciones sexuales pero tras el coito al retirar su pene, Riley ve que hay gusanos sanguinolentos cayendo de la vagina de Samantha y siente repulsión. Cuando va al baño a vomitar y para inspeccionarse a sí mismo, descubre el cuerpo de Alice en la bañera. Samantha huye de la casa. Mientras conduce, se desvanece y se ve involucrada en un accidente automovilístico. Ella emerge de los restos convertida completamente en un zombi. Su madre, que ha llegado al lugar, le ruega a la policía que no le dispare a Samantha. Mientras la policía advierte a Samantha que no se mueva, esta se lanza hacia su madre que grita.

## Reparto
- Najarra Townsend como Samantha Williams.
- Caroline Williams como Nancy Williams.
- Alice Macdonald como Alice Patrick.
- Katie Stegeman como Nikki.
- Matt Mercer como Riley McCormick.
- Charley Koontz como Zain.
- Simon Barrett como Brent "BJ" Jaffe.
- Ruben Pla como Doctor.
- David Holmes como Terapeuta.

## Secuela
Una secuela titulada Contracted: Phase II se estrenó el 4 de septiembre de 2015, en los Estados Unidos. Contracted: Phase III se encontraba en proceso de producción, esperando estrenarla en 2021.